# Kirsty Hawkshaw
Kirsty Hawkshaw (* 26. Oktober 1969 in London) ist eine britische Sängerin und Produzentin im Bereich der elektronischen Tanzmusik. Bekannt wurde sie als Sängerin der Gruppe Opus III, die in den 1990er Jahren große Erfolge in der Danceszene verzeichnete.

## Leben
Hawkshaw wurde in London, England, im Jahr 1969 als Tochter des britischen Disco-Produzenten Alan Hawkshaw geboren. Ihr Vater und ihre Liebe zur Dancemusik inspirierten Hawkshaw, eine Musikkarriere zu starten.
Auf einem Rave-Event 1991 wurde sie von den Produzenten Ian Munro, Kevin Dobbs und Nigel Walton entdeckt, welche unter dem Namen A. S. K. bekannt waren. Während eines Treffens wurde die Gruppe Opus III gegründet.
Ihre erste Single It’s a Fine Day aus ihrem Debütalbum Mind Fruit wurde ein internationaler Erfolg und erreichte 1992 den fünften Platz der UK Single Charts sowie den ersten Platz der Billboard Hot Dance Music/Club Party Charts.
Weitere Erfolge waren die Singles I Talk to the Wind (1993) sowie When You Made the Mountain (1994). Letztere war aus dem zweiten Album Guru Mother. Gesangsausschnitte Hawkshaws aus It's a Fine Day sampelten nur wenig später Orbital im Stück Halcyon, in dessen Musikvideo sie auch mitspielte.
Nach dem zweiten Album trennten sich Opus III 1994 und Hawkshaw startete ihre Solo-Karriere und arbeitet seitdem mit Dance-, House- und Trance-Künstlern wie Tiësto, Delerium oder BT zusammen.
Kirsty Hawkshaw nahm auch ein Ambient-Album mit dem Namen Enlightenment auf, welches jedoch nie veröffentlicht wurde.
2004 erreichte die Single Just Be (zusammen mit Tiësto) den dritten Platz der niederländischen Charts und Platz 43 der britischen Charts.
Am 10. Oktober 2005 veröffentlichte sie das Album Meta Message, eine Zusammenstellung von alten sowie neuen Liedern.

## Diskografie

### Alben
- 2000: Kirsty Hawkshaw – O.U.T. (On Ultimate Things)
- 2005: Kirsty Hawkshaw – Meta Message
- 2008: Kirsty Hawkshaw – The Ice Castle

### Singles
- 1992: Kirsty Hawkshaw – Fine Day
- 1997: Kirsty Hawkshaw – Sci-Clone
- 1998: Kirsty Hawkshaw – One Moment
- 1998: Kirsty Hawkshaw – Leafy Lane
- 2000: Mike Koglin feat. Kirsty Hawkshaw – A New Day
- 2000: BT feat. Kirsty Hawkshaw – Dreaming
- 2000: Swayzak feat. Kirsty Hawkshaw – State Of Grace
- 2002: Kirsty Hawkshaw – Fine Day
- 2003: Tiësto feat. Kirsty Hawkshaw – Just Be
- 2004: Lange feat. Kirsty Hawkshaw – Sincere For You
- 2005: Kirsty Hawkshaw – Reach For Me
- 2006: Fragma & Kirsty Hawkshaw – Radio Waves
- 2006: Mr. Sam feat. Kirsty Hawkshaw – Insight
- 2006: Mr. Sam feat. Kirsty Hawkshaw – Split
- 2007: Andrew Bennett feat. Kirsty Hawkshaw – Heaven Sent
- 2007: Kirsty Hawkshaw meets Tenishia – Outsiders
- 2007: Kirsty Hawkshaw meets Tenishia – Reasons To Forgive
- 2007: Duderstadt & Kirsty Hawkshaw – Beatitude
- 2008: Kirsty Hawkshaw vs. Arnold T – Good to Be Alive
- 2008: Kirsty Hawkshaw vs. Kinky Roland – Fine Day 2008
- 2008: Kirsty Hawkshaw meets Tenishia – Invisible
- 2009: Kirsty Hawkshaw meets Elucidate – Face to Face
- 2010: Nektarios meets Kirsty Hawkshaw & Jan Johnston – Invisible Walls
- 2010: Seba & Kirsty Hawkshaw – The Joy (Face to Face)
- 2011: BT feat. Kirsty Hawkshaw – A Million Stars
- 2012: Nektarios & Kirsty Hawkshaw - Dawn (Cold Blue Remix)